# WX05SH
WX05SH（ダブリューエックスゼロゴエスエイチ）は、シャープによって開発された、ソフトバンクのY!mobile部門（旧ウィルコム→イー・アクセス→ワイモバイル→ソフトバンクモバイルのY!mobile部門）のAndroid搭載PHS/3Gデュアルモード対応端末である。愛称はかんたんスマホ AQUOS PHONE ef（かんたんスマホ アクオスフォン イーエフ）。

## 概要
WX04SHのマイナーチェンジモデルで、こちらはシニアユーザーと子供向けに特化している。
ホーム画面は電話やメールといった頻繁に使う機能を大きいボタンで配置しており、簡単に操作する事が可能となっている。
グループ会社のソフトバンクモバイル向けに発売されているSoftBank 204SHから「かんたんズーム」機能（拡大鏡）が移植されている。
また、子供の長時間通話やアプリ利用を簡単に制限できるペアレンタルコントロールアプリも搭載されている。

### 料金プラン
対応料金プランは「ウィルコムプランLite」および「ウィルコムプランD+」で、その他の料金プランでの契約はできない。また、契約期間はさんねんで、期間の定めのないプランは存在しなかった。
機種変更の場合でも料金プランの維持はできず、前述の2プランのいずれかへの変更が必須となる。
なお、ウィルコムプランLiteとD+の間の料金プラン変更はいつでも可能である。
2014年8月1日のY!mobileの発足・ブランド統合にともない、2014年7月31日で新規受付を終了し、後継の対応料金プランである「スマホプラン(タイプ3)」の対象機種(契約期間はにねん/定めなしを選択できる)となり、前記のウィルコムプランからの移行も可能になった。
なお、W-VALUE割引適用中にスマホプランに移行した場合、割引の適用は打ち切りとなる。
ただし、2015年10月1日以降、一部料金プランの終了にともない、スマホプランの受付が終了したため、新規契約や機種変更が不可となり、また前記ウィルコムプランからスマホプランへの乗換ができなくなっている。

### データ通信
PHSと3G ULTRA SPEED（DC-HSDPA方式）のデュアルデータ通信に対応。
テザリングはPHSデータ通信でのみ利用可能(3G通信によるテザリングは不可)で、テザリングオプションは不要(オプション契約が無くてもテザリングが可能)となっている。
PHS通信は契約料金プランのデータ通信量にカウントされず、速度制限の対象にならない。
3G通信については、契約料金プランに定められた条件で、通信速度の低速化が行われる。
- ネットワーク改編に伴う影響

2015年12月11日、4G LTEサービスの拡充及び、これに伴う3Gサービスの一部終了予定がアナウンスされた。
※2015年12月13日現在、公式ホームページ下部の「お知らせ」には告知は表示されていない。
これにともない、2017年4月(一部地域は2016年10月)以降、1.5GHz帯における通信速度の上限が低下する。

## その他機能
| 主な対応サービス      | 主な対応サービス | 主な対応サービス    | 主な対応サービス |
| --------------------- | ---------------- | ------------------- | ---------------- |
| PHS通話・通信         | 3G通話・通信     | テザリング(PHSのみ) | WiFi             |
| Bluetooth             | 赤外線通信       | GPS                 | ワンセグテレビ   |
| おサイフケータイ／NFC | 緊急速報メール   | 防水／防塵          |                  |

## 沿革
- 2014年2月5日 - ウィルコムから発表。
- 2014年2月27日 - 発売予定日を公表し、同日より予約受付を開始[3]。
- 2014年3月6日 - 発売開始。
- 2015年9月30日 - 販売終了。